# ワシントン・スター
ワシントン・スター(The Washington Star)はアメリカのワシントンD.C.を拠点に発行されていた保守系の日刊紙。
1852年にジョゼフ・ボロウズ・テートにより創刊されたThe Daily Evening Starを母体としていた。1970年代から経営危機に悩まされるようになり、幾度かの身売りを経て1981年をもって廃刊した。その後、社屋や印刷装置は競売の上でワシントン・ポストが買収。このため統一教会の教祖である文鮮明が「自由主義世界の首都を代表する新聞社が容共リベラルのワシントン・ポストのみというのは報道の公正さに欠けるだけでなく、アメリカの健全な世論形成に悪影響を及ぼす」として、新たな保守系新聞ワシントン・タイムズを創刊している。ワシントン・タイムズはワシントン・スターの人員を引き継いだ。